# Leptopogon albidiventer
El orejero ventriblanco (Leptopogon albidiventer) es una especie —o la subespecie Leptopogon superciliaris albidiventer, dependiendo de la clasificación considerada— de ave paseriforme de la familia Tyrannidae perteneciente al género Leptopogon. Es nativa de la región andina del oeste de América del Sur.

## Distribución y hábitat
Se distribuye a oriente de los Andes de Perú (hacia el sur desde Cuzco) y norte de Bolivia (La Paz, Cochabamba, oeste de Santa Cruz).
Esta especie es considerada común en su hábitat natural: el estrato medio y el sub-dosel de bosques húmedos de piedemonte y montanos bajos, ocasionalmente en los bordes; entre 600 y 2400 m de altitud.

## Sistemática

### Descripción original
La especie L. albidiventer fue descrita por primera vez por el ornitólogo austríaco Carl Eduard Hellmayr en 1918 bajo el nombre científico de subespecie Leptopogon superciliaris albidiventer; la localidad tipo es: «Quebrada Onda, Yungas de Cochabamba, Bolivia».

### Etimología
El nombre genérico masculino «Leptopogon» se compone de las palabras del griego «leptos» que significa ‘fino, esbelto’, y « pōgōn,  pōgōnos» que significa ‘barba, vibrisas’; y el nombre de la especie «albidiventer» se compone de las palabras del latín «albidus» que significa ‘blanquecino’, y «venter, ventris» que significa vientre.

### Taxonomía
La presente especie es tratada como una subespecie del orejero coronigrís (Leptopogon superciliaris); pero algunas clasificaciones, como Aves del Mundo (HBW) y Birdlife International (BLI), la consideran como una especie separada, con base en diferencias morfológicas y de vocalización. Sin embargo, esto no es todavía reconocido por otras clasificaciones.
Las principales diferencias morfológicas apuntadas por HBW para justificar la separación son: la garganta y el pecho son de color gris y no verde oliva y el vientre blanco teñido de amarillo y no amarillo pálido. El llamado, una nota doble (tal vez el canto diurno) es dos veces más largo con una larga segunda nota tartamudeada ascendiente y no corta y descendiente. También parece haber una línea de parapatría altitudinal o una estrecha zona de hibridación.